# Уто Сюнпей
Уто Сюнпей (1 грудня 1918 — 2010-ті) — японський плавець.
Медаліст Олімпійських Ігор 1936 року.